# Live at Jazzhus Slukefter, Vol. 2
Live at Jazzhus Slukefter, Vol. 2 ist ein Jazzalbum des Hank Jones Trio mit dem Bassisten Mads Vinding und dem  Schlagzeuger Shelly Manne. Die am 7. Juni 1983 bei einem Gastspiel in Kopenhagen entstandenen Aufnahmen erschienen im Juni 2020 auf Storyville Records. Die Veröffentlichung folgt dem Mitschnitt Live at Jazzhus Slukefter 1983 (ebenfalls mit Mads Vinding und Shelly Manne), der im April 2018 erschienen war.

## Hintergrund
Durch seine Zusammenarbeit mit Charlie Parker und verschiedenen originalen Bebop-Musikern wurde Hank Jones als Pianist mit einer Bop-betonten Spielhaltung bekannt, schrieb François van de Linde. Ihn beeinflusste Charlie Parkers und Dizzy Gillespies neue und komplexe Symbiose aus Harmonie, Melodie und Rhythmus. Auch Bud Powell übte einen starken Einfluss auf ihn aus. Jones, der ursprünglich in den Swing-Bands von Hot Lips Page und Andy Kirk getourt hatte, studierte darüber hinaus klassische Musiktheorie bei dem renommierten Jascha Zade in New York, „einem von unzähligen Beispielen in der Jazzbiographie, die den absurden Mythos des klassischen Jazzmannes als „edlen Wilden“ entlarven“, meinte van de Linde. Nach eigenen Angaben teilte Hank Jones
mit seinem kanadischen Kollegen Oscar Peterson den Gedanken, dass eine Karriere als Konzertpianist, wenn die Zeiten weniger diskriminierend und bedrückend gewesen wären, möglich gewesen wäre. Anstelle einer klassischen Karriere arbeitete er von 1959 bis 1974 als Performer für das CBS-Rundfunksystem.
Jones wird von Mads Vinding begleitet, der bei mehreren anderen Besuchen in Europa mit dem Pianisten zusammengearbeitet und mindestens einmal mit ihm aufgenommen hatte, als Jones 1991 zu den JazzPar-Konzerten (Hank Jones Trio, Storyville) eingeladen wurde. Shelly Manne, ein naher Zeitgenosse von Jones, war mit ihn durch die Studioarbeit in Los Angeles in Verbindung gebracht worden und hatte als Studiomusiker im Film Der Mann mit dem goldenen Arm einen Auftritt. Die ausgewählten Songs auf diesen Aufnahmen waren sehr vielfältig, mit Kompositionen aus der Jazzwelt als auch aus der zeitgenössischen Popmusik. Der Walzer „Emily“ stammte aus dem Film The Americanization of Emily von 1964, einem der ersten Erfolge in der Filmmusik des ehemaligen Jazzmusikers Johnny Mandel, der 2020 starb. Jerome Kerns „All the Things You Are“ stammte aus einer vergessenen Broadway-Musikkomödie, die 1939 nur sieben Wochen lang lief, aber unmittelbar danach von zahlreichen Sängern und Instrumentalisten aufgegriffen wurde. „Dein ist mein ganzes Herz“ geht dagegen noch weiter zurück auf eine Operette des  österreichisch-ungarischen Komponisten Franz Lehár aus dem Jahr 1929 – daher die beiden leicht unterschiedlichen englischsprachigen Titel –, die von Jazzmusikern bis in die späten 1950er Jahre nicht übernommen wurde. In Jones’ Solo im Eröffnungs-Track kann man unter anderem kurze Zitate aus Chopins „Polonaise Militaire“ und dem Song „If I Should Lose You“ von Ralph Rainger aus den 1930er-Jahren bemerken.

## Titelliste

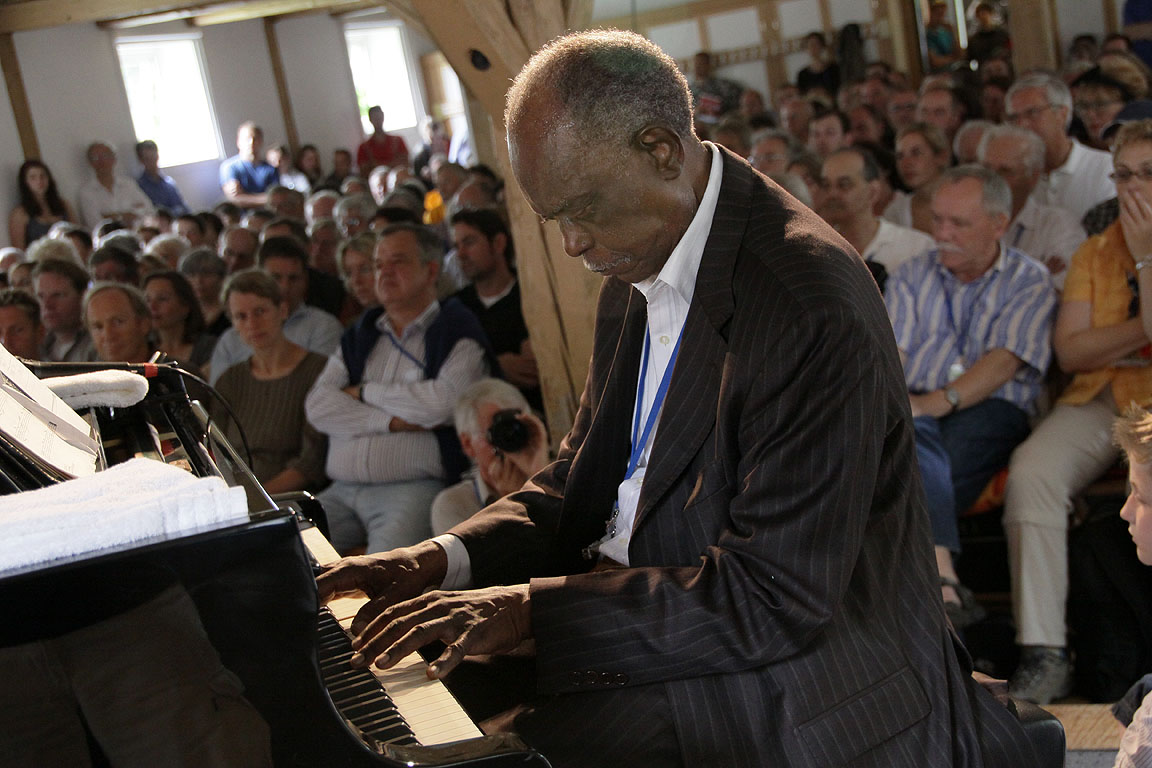
Hank Jones

- Hank Jones Trio: Live at Jazzhus Slukefter, Vol. 2 (Storyville 1018471)[4]

1. Recorda Me / Aka No Me Esquieca (Joe Henderson) 6:58
2. Arrival (Horace Parlan) 7:08
3. Emily (Johnny Mandel) 7:34
4. All the Things You Are (Jerome Kern, Oscar Hammerstein II) 8:50
5. Yours Is My Heart Alone / Aka You Are My Heart’s Delight (Franz Lehár) 6:30
6. Ruby My Dear (Thelonious Monk) 7:43
7. The Bruise (Eddie Gomez) 5:09
8. Interlude (J. J. Johnson) 8:07
9. Moose the Mooche (Charlie Parker) 3:41

## Rezeption
Nach Ansicht von François van de Linde, der das Album im Jazz Journal rezensierte, sei Hank Jones’ „Comeback zum Jazz bemerkenswert und es ist eine schwierige Aufgabe, ein besseres Beispiel für seine Fähigkeiten als Live-Performer zu finden als Live at Slufekter, Vol. 2. Jones pflügt ein fruchtbares Land der Ideen und ist dabei manchmal voller Inspiration.“ Bemerkenswerte Eleganz der Linien durchdringe seine Auftritte, darunter eine geschmeidige Version von Joe Hendersons „Recorda Me“ und eine swingende Fassung von Charlie Parkers „Moose the Mooche“. Nach Ansicht ders Autors ragen Eddie Gomez’ Blues-Melodie „The Bruise“ mit seinen simultanen Doppel-Timings von Jones, Vinding und Manne, Jones’ zarte Interpretation von Johnny Mandels „Emily“ und seine Solofassung von Thelonious Monks „Ruby, My Dear“ heraus. Das Spiel von Jones zeichne sich Komplexität aus, eingebettet in einen üppigen Fluss, so van de Linde. Vinding und Manne fügten bemerkenswerte Solo-Spots hinzu, die im Fall von Vinding atemberaubend seien. Noch wichtiger sei jedoch, dass Jones aufgrund seiner Flexibilität und des konsequenten Wechsels von Manne vom gehaltreichen Besenspiel zum ausgeglichenen Umgang mit den Stöcken sich über seinen Fluss und seine Architektur der Bögen freuen kann. Dies sei der wesentliche Bestandteil der Kunst des sinnvollen Geschichtenerzählens und komme natürlich zu einem Pianisten mit einem so erstaunlichen Maß an Vorstellungskraft, wie Hank Jones es hat, entgegen.

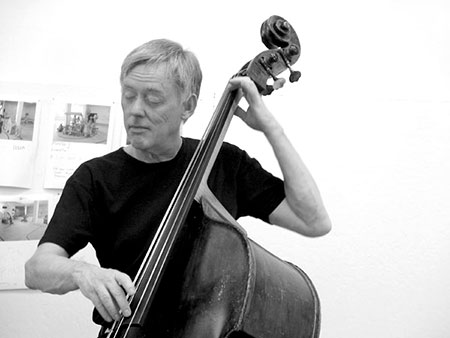
Mads Vinding

George W. Harris lobte in Jazz Weekly „die unschätzbare und zeitlose Schönheit“ im Spiel des Pianisten, Jones’ Spielweise wurzele in seinem schrittweisen Touch, in dem sich Bud Powells heiße Bebop-Linien mit Eleganz verbinde, wie in Joe Hendersons „Recorda Me“ oder während der kurzen Version von Charlie Parkers „Moose the Mooche“. Melodische Schönheit fließe in „Emily“ ein, während Bassist Mads Vinding etwas Platz in „All The Things You Are“ bekomme. Jones’ geschickter Anschlag mit der linken Hand bei anderen Pianistenstücken, wie in Thelonious Monks „Ruby My Dear“ und „Arrival“ von Horace Parlan seien reich an Harmonie und Gefühl. Den ganzen Abend über halte Manne am Schlagzeug die Stimmung flüssig, schmeichelnd im obskuren „Dein ist mein Herz allein“ und schwankend in „The Bruise“.